# Homozeugos fragile
Homozeugos fragile är en gräsart som beskrevs av Otto Stapf. Homozeugos fragile ingår i släktet Homozeugos och familjen gräs. Inga underarter finns listade i Catalogue of Life.